# Stephanophyllites
Stephanophyllites é um gênero extinto que existiu no Permiano. Plantas vascularizadas sem sementes (samambaias ou fetos) e reprodução por esporos. Tinham folhas do tipo frondes. Viviam em ambientes úmidos e pantanosos.

## Localização
No Brasil, o fóssil de espécie indefinida do gênero Stephanophyllites, foi localizada no afloramento Morro Papaléo  no município de Mariana Pimentel. Estão na Formação Rio Bonito e datam  do Sakmariano, no Permiano. A espécie S. Sanpaulensis foi localizada no estado de São Paulo.
Na Argentina, a espécie S. Sanpaulensis também foi localizada.